# Косяк (коневодство)
В коневодстве кося́к — сравнительно небольшая, в 9—30 голов, отдельная семейная группа лошадей, состоящая из нескольких кобылиц (как правило, 12—20 голов), их жеребят и одного жеребца-производителя.
Косяки составляются на период размножения лошадей с целью проведения их вольного спаривания, после чего животных снова объединяют в табуны (каждый из которых включает в себя по нескольку бывших косяков). Весной следующего сезона из табуна выделяются кобылки и жеребцы, относившиеся ранее к разным косякам, и из них составляется новый косяк.